# Bristol Beaufort
Bristol Beaufort byl britský dvoumotorový torpédový bombardér užívaný za druhé světové války.

## Vývoj
Vznik typu lze vystopovat až do roku 1935, kdy byly vypsány specifikace M.15/35 na rychlý dvoumotorový torpédový jednoplošník, schopný nést jedno osmnáctipalcové letecké torpédo, a G.24/35 na námořní průzkumný letoun, v obou případech měl operovat z pozemních základen. O rok později byly nahrazeny specifikacemi 10/36, slučující požadavky do jediného čtyřmístného stroje. Soutěže se svými projekty zúčastnily firmy Bristol, Blackburn a Avro. Poslední odpadla již ve fázi projektu, Blackburn realizovala projekt B-26 (později neúspěšný typ Blackburn Botha) a firma Bristol uspěla s Typem 152. Bristol i Blackburn v roce 1936 získaly zakázku na výrobu sériových letounů, a to bez stavby a zkoušek prototypu, jen na podkladě rozpracovaných projektů, firma Bristol měla dodat 78 letounů (dostaly přidělena sériová čísla L4441-L4518). Zde se začal projevovat stále zřetelnější fakt, že se stále rychleji začíná schylovat k novému válečnému konfliktu a času najednou nebylo nazbyt (toto by nebyl jediný příklad, který bychom mohli nalézt). S prvními pěti kusy se počítalo ke zkouškám. První sériový Beaufort, stroj sériového čísla L4441, prvně vzlétl 15. října 1938 (poháněly jej dvouhvězdicové čtrnáctiválcové motory Taurus II s výkonem až 625 kW). O sedm měsíců později byl první z Beaufortů předán do výzkumného ústavu A & AEE v Martlesham Heath k ověřovacím zkouškám.

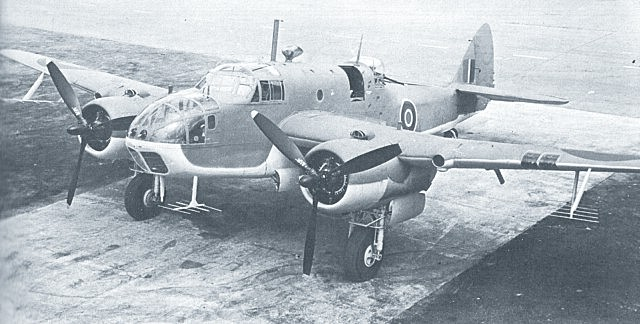
Beaufort Mk.II ve Filtonu.

Standardní sériové stroje Bristol 152 Beaufort Mk.I začaly z výrobní linky vycházet v listopadu 1939 a jako první je k ověřování v bojových podmínkách zařadila do výzbroje 22. peruť Coastal Command ze základny Thorney Island. Pohonnou jednotku původně tvořila dvojice Taurusů III s kompresorem, později se ukázalo, že postačí motory Taurus II s méně výkonným kompresorem. Letouny proto byly odesílány zpět do Filtonu k úpravám, při kterých byly do gondol montovány motory Taurus IIA, které lépe vyhovovaly při letech v malých výškách. Stroje první výrobní série byly vyzbrojeny dozadu zaměřeným, nepřímo ovládaným obranným kulometem, který byl umístěn ve výstupku pod přídí. Obvykle také nesly po jednom kulometu Browning Mk.II v každé polovině křídla, později byly montovány dva pohyblivé kulomety Vickers K, vyčnívající z okének v bocích trupu. Hlavňovou výzbroj doplňovala střelecká věž Bristol Type 4 Mk.I s jedním nebo dvěma kulomety Vickers K ráže 7,7 mm.
Beauforty Mk.I vyrobené v pozdějších výrobních sériích mohly nést v přídi dvojici pohyblivých kulometů Vickers ráže 7,7 mm, měly věž typu Bristol B Mk.V se dvěma kulomety Browning a rovněž byly zpravidla vybaveny protilodním radiolokátorem ASV Mk.II, ale kulomety v křídle již nenesly. Celková produkce dosáhla počtu 1014 kusů Mk.I.
Do následující varianty Beaufort Mk.II byly instalovány americké motory Pratt & Whitney R-1830-S4C 4G Twin Wasp s výkonem 882 kW. Zatímco podnik The Bristol Aeroplane Co., Ltd. ve Filtonu ukončil výrobu Beaufortů v roce 1943, poslední sérii 250 "dvojek" kompletovala v rozmezí let 1943 až 1944 pobočka v závodě Banwell z dodaných dílů. Většina z nich byla dohotovena ve verzi Beaufort II (T) jako cvičné se zdvojeným řízením bez věže a bojového vybavení.
Ve snaze zabezpečit své letecké síly materiálně i z jiných zdrojů než z mateřských ostrovů, vyslala britská vláda počátkem roku 1939 do Austrálie delegaci leteckých odborníků, kteří měli zjistit možnost výroby letadel pro potřeby RAF i australského RAAF. Volba padla na výrobu torpédového a bombardovacího letounu Bristol Beaufort, dobře využitelného pro obě letectva zejména v oblasti Pacifiku. 1. srpna 1939 byla podepsána dohoda o výrobě 90 strojů pro obě letectva. Vytvořila se organizace Beaufort Division of the Department of Aircraft Production-DAP, zahrnující několik set subdodavatelů stavebních dílů. Jejich výroba se soustřeďovala do železničních dílen v Chuloře v Novém Jižním Walesu, Newportu ve Victorii a Islingtonu v Jižní Austrálii, kde se z nich sestavovaly větší celky. Ty poté putovaly do dvou finálních montážních středisek továren Commonwealth Aircraft Corporation ve Fishermen's Bend v Melbourne a DAP v Mascotu. Dodávky australských Beaufortů s britskými komponenty, zpočátku označované jako Beaufort Mk.II určených pro jednotky RAF na Dálném východě, započaly v srpnu 1941.
Vzorový Beaufort z Británie vzlétl s licencně vyráběnými motory v Austrálii Pratt and Whitney R-1830 Twin Wasp ve verzi S3C4-G s dvoustupňovým kompresorem o výkonu 882 kW při vzletu, které roztáčely elektricky ovládané automatické vrtule Curtiss, 5. května 1941 v Mascotu. Představoval australskou verzi Bristol Beaufort Mk.V, objednanou pro RAF, které se vzdalo zakázky ve prospěch RAAF. Byly to čtyřmístné letouny schopné nést torpédo ráže 533 mm plus dvě pumy po 227 kg nebo čtyři po 113 kg v pumovnici a opět dvě po 113 kg pod křídlem. Výzbroj tvořily dvojkulomety Vickers K ve střelecké věži na hřbetě, Browning] v přídi a jeden Browning pod přídí, střílející dozadu. Ten se však pro malou účinnost většinou nemontoval. Všechny tyto zbraně měly ráži 7,7 mm. Prvních deset kusů z celkové produkce 50 letounů bylo hotovo v prosinci 1941 a byly ihned převeleny do Singapuru. Nedokonale vystrojené "pětky" se špatně vycvičenými osádkami se však záhy vrátily zpět.
Existovala i verze Beaufort Mk.V A s motory Twin Wasp S4C4-G z australské produkce s vrtulemi Hamilton Standard vyrobená v počtu 30 kusů.
Dalších 40 Beaufortů obdrželo originální americké importované motory verze S1C3-G se sníženou výškovostí s vrtulemi Curtiss Electric a nazývaly se Beaufort Mk.VI.
Dalších 60 strojů mělo sice stejné pohonné jednotky, ale vrtule Hamilton Standard, dovezené z USA. Vyznačovaly se i zvětšenou kýlovou plochou, zavedenou pak u všech australských Beaufortů a nesly označení Bristol Beaufort Mk.VII.
Největší výrobní blok 520 kusů tvořila varianta Beaufort Mk.VIII, vyzbrojené u většiny strojů ve hřbetní věži Mk.V E australské výroby dvojkulomety Browning M2 ráže 12,7 mm. K nové výstroji patřil také protilodní radar Loran (ASV) s anténami tvaru T na křídle a na bocích trupu. Výroba byla ukončena v srpnu 1944.
V listopadu 1944 bylo 46 letounů upraveno na nevyzbrojené dopravní stroje pro osoby i náklad s označením Beaufort Mk.IX, které v přestavěném trupu nesly až 1800 kg nákladu.

## Nasazení

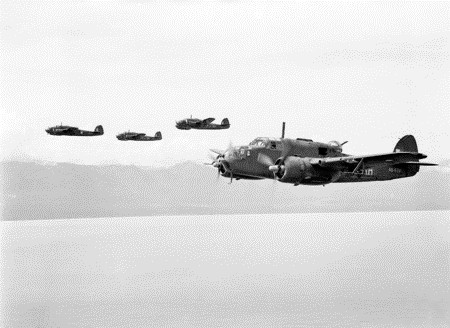
Bristol Beauforty 100. perutě RAAF poblíž Nové Guiney v roce 1945.

Evropské Beauforty se dostaly poprvé do bojové akce v noci z 15. na 16. dubna 1940, když devět letounů 22. perutě kladlo námořní miny severně od Wilhelmshavenu.
Po 22. peruti převzala do výzbroje Beauforty 42. peruť sídlící ve Skotsku následovaná 217. a 86. perutí. V roce 1942 byly tyto čtyři perutě převeleny do Středomoří, které spolu s dalšími třemi perutěmi Beaufortů, jež byly v této oblasti založeny, působily převážně na ostrově Malta. RAF používala Beauforty Mk.II také ve školní jednotce 5 Middle East Torpedo School (METS), která byla v roce 1943 umístěna v Egyptě.
Royal Australian Air Force postavilo v průběhu války deset operačních perutí vyzbrojených Beauforty a většina z nich sloužila při plnění bitevních úkolů a při ozbrojeném průzkumu, například u 8., 15., 86., 100. perutě a 1. APU.
18 letounů Beaufort Mk.I sloužilo u jihoafrického letectva SAAF, jehož 882. peruť sloužila v roce 1942 na základně Diego-Arrachart na Madakaskaru.
Kanadské letectvo Royal Canadian Air Force používalo 15 Beaufortů, Turecko zakoupilo celkem 24 těchto letounů.
Typ byl nasazen nejen v Evropě, resp. v Atlantiku, ale též v Pacifiku. Mezi nejznámější akce tohoto stroje patří útoky na německé válečné lodě Scharnhorst a Gneisenau. Útok byl proveden 6. dubna 1941 příslušníky 22. perutě Coastal Command ze základny St. Eval. Z původního počtu šesti Beaufortů, které měly být do akce nasazeny, odstartovaly pouze čtyři stroje, dva zůstaly na letišti s podvozky hluboko zabořenými do rozměklé země. Pronásledovaný bitevní křižník však objevila jen jedna z posádek. Pilot a velitel letounu F/O K. Campbell na loď zaútočil v přesné a husté protiletadlové palbě, ve vzdálenosti asi 457 m od cíle stačil svrhnout standardní britské torpédo Mk.XII ráže 457 mm a poté se jeho zasažený Beaufort roztříštil o hladinu. Gneisenau dostal zásah pod čarou ponoru a jeho opravy si vyžádaly několik měsíců.
Pilot torpédového letounu byl in memoriam vyznamenán britským řádem Victoria Cross a jeho navigátor-pozorovatel řádem Distinguished Flying Medal.

## Uživatelé

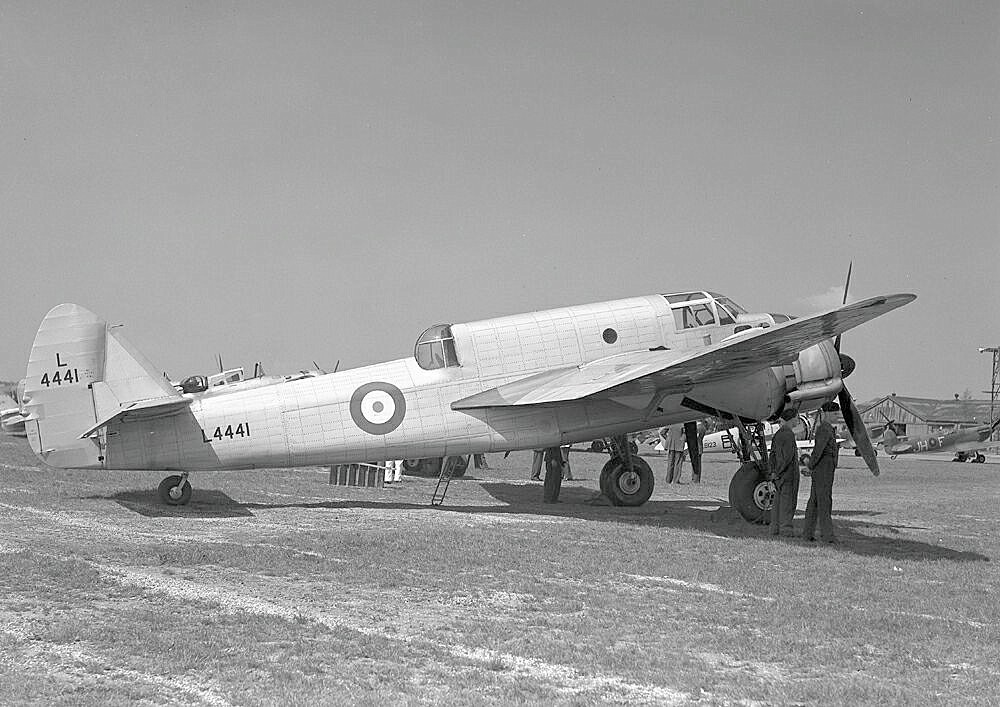
První prototyp letounu Beaufort L4441 v květnu 1939

Austrálie
- Royal Australian Air Force

 Jihoafrická unie
- South African Air Force

 Kanada
- Royal Canadian Air Force

 Nový Zéland
- Royal New Zealand Air Force

 Spojené království
- Royal Air Force
- Fleet Air Arm

 Turecko
- Turecké letectvo

## Specifikace

### Hlavní technické údaje
Údaje platí pro Beaufort Mk.I
- Posádka: 4
- Rozpětí: 17,63 m
- Délka: 13,46 m
- Výška: 4,82 m
- Nosná plocha: 41,89 m²

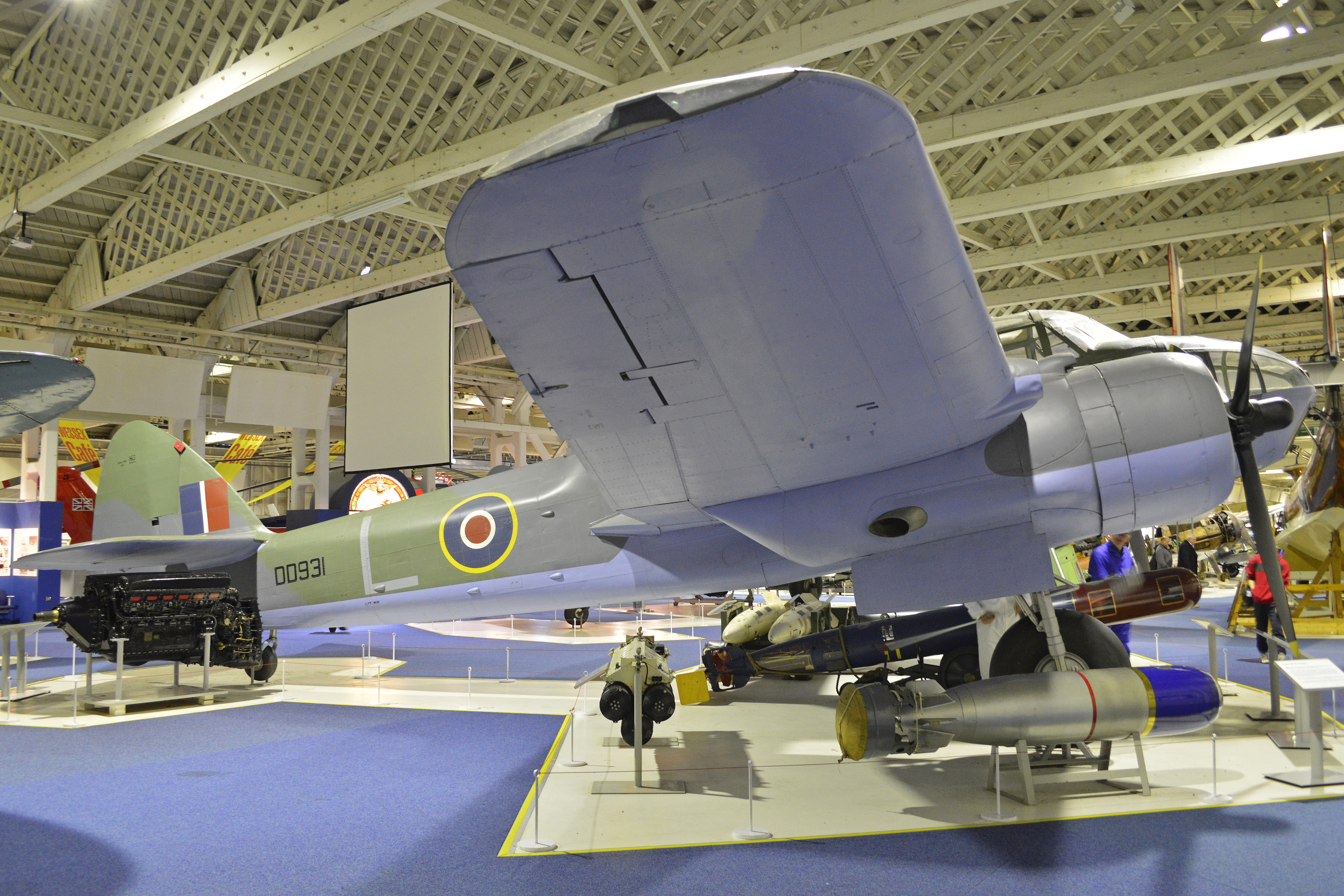
Bristol Beaufort (DD931)

- Hmotnost prázdného stroje: 5350 kg
- Vzletová hmotnost (s torpédem): 6390 kg
- Maximální vzletová hmotnost: 8038 kg
- Pohonná jednotka: dva vzduchem chlazené dvouhvězdicové čtrnáctiválce s šoupátkovým rozvodem Bristol Taurus XVI
- Výkon motoru: 1130 hp (843 kW)

### Výkony
- Max. rychlost: 434 km/h v 3050 m
- Cestovní rychlost: 414 km/h v 3050 m
- Počáteční stoupavost: 7,4 m/s
- Výstup do 4575 m: 13,5 min
- Operační dostup: 5030 m
- Dolet: 2574 km

### Výzbroj
- 4 x 7,7mm kulomet
- 1x torpédo nebo max. 907 kg pum